# Ligamento suspensorio del globo ocular
El ligamento suspensorio del globo ocular (o ligamento de Lockwood) tiene forma de hamaca, estirándose debajo del globo ocular entre los ligamentos mediales y laterales y encerrando los músculos recto inferior y oblicuo inferior del ojo. Es un engrosamiento de la cápsula de Tenon, el tejido conectivo denso de la cápsula rodea el globo y lo separa de la grasa orbital.
Las funciones del ligamento son de soporte para el ojo, e impide el desplazamiento hacia abajo del globo ocular.
Puede ser considerado una parte de la cápsula de Tenon.
Su nombre hace honor a Charles Barrett Lockwood.